# Trifolium masaiense
Trifolium masaiense är en ärtväxtart som beskrevs av Jan Bevington Gillett. Trifolium masaiense ingår i släktet klövrar, och familjen ärtväxter.

## Underarter
Arten delas in i följande underarter:
- T. m. masaiense
- T. m. morotoense